# Saint-Just (Puy-de-Dôme)
Saint-Just – miejscowość i gmina we Francji, w regionie Owernia-Rodan-Alpy, w departamencie Puy-de-Dôme.
Według danych na rok 1990 gminę zamieszkiwały 172 osoby, a gęstość zaludnienia wynosiła 9 osób/km² (wśród 1310 gmin Owernii Saint-Just plasuje się na 676. miejscu pod względem liczby ludności, natomiast pod względem powierzchni na miejscu 480.).